# Inferno (Tangerine Dream)
Inferno, Inferno from Dante Alighieri’s La davina commedia is een livealbum van Tangerine Dream. Het bevat de opnamen van een tweetal concerten op één dag, die de band met solisten gaf op 7 oktober 2001 in de  St. Marienkerk in Bernau bei Berlin. Er moest voordat de opnamen werden vrijgegeven nog wat gesleuteld worden aan de muziek. Het is een bewerking van De goddelijke komedie van Dante Alighieri.
Het album kende al direct twee versies. De eerste versie verscheen in maart 2002 via TDI Music, maar bevatte geen barcode. Zij werd verspreid via internet en postorder. De commerciële uitgave verscheen in juli 2002, wel met de barcode.

## Musici
- Edgar Froese, Jerome Froese – synthesizers, elektronica
- Iris Kulterer – percussie, pauken

Met
- Jayney Klimek – alt
- Barbara Kindermann – sopraan
- Iris Kulterer – alt
- Claire Foquet – mezzosopraan
- Jane Monet – sopraan
- Bianca Acouaye – alt
- Bry Gonzales

## Muziek

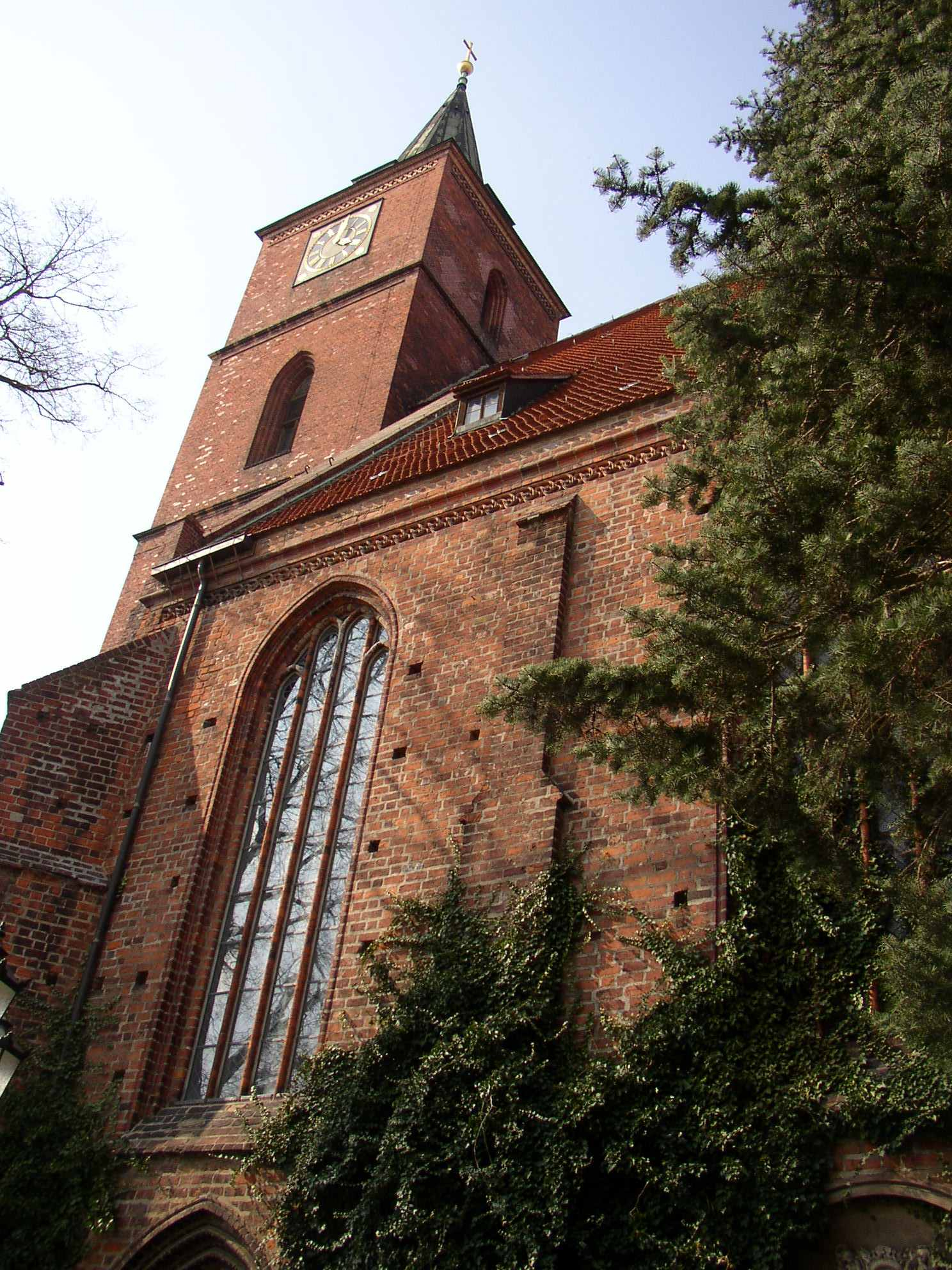
St Marien, Bernau

| Nr. | Titel                           | Duur |
| --- | ------------------------------- | ---- |
| 1.  | Before the closing of the day   | 4:50 |
| 2.  | The spirit of Virgil            | 2:39 |
| 3.  | Minotaurus hunt at dawn         | 3:24 |
| 4.  | Those once broke the first word | 3:38 |
| 5.  | Dante in despair                | 3:25 |
| 6.  | Io non mor                      | 5:49 |
| 7.  | Vidi tre facce                  | 4:41 |
| 8.  | At the deepest point in space   | 2:38 |
| 9.  | L’omperador del doloroso regno  | 4:45 |
| 10. | Voices in a starless night      | 4;14 |
| 11. | Fear and longing                | 3:06 |
| 12. | Fallen for Death                | 4:38 |
| 13. | Where all light went silent     | 3:39 |
| 14. | Charon, il barchere             | 3:59 |
| 15. | La grey de los aimas perdidas   | 7:28 |
| 16. | Justice of the karma law        | 3:02 |
| 17. | As the sub moves towards heaven | 7:57 |
| 18. | Beatrice, l’ame infinie         | 5:10 |